# Ч̡
Ч̡  (minúscula ч̡; cursiva: Ч̡ ч̡) es una letra del alfabeto cirílico utilizado en el dialecto surgut del idioma janty y en el idioma tofa.

## Uso
En el janty surgut, es en ocasiones utilizada en lugar de Ҷ ( che con descendiente).

### Formas y variantes

Forma utilizada en ciertas publicaciones en janty surgut o tofalar; especialmente en las fuentes PT Sans o PT Serif.
Forma también usada a veces en publicaciones en tofalar, especialmente en Rassadin 2005.